# Thalera
Thalera is een geslacht van vlinders van de familie spanners (Geometridae), uit de onderfamilie Geometrinae.

## Soorten
- T. aeruginata Warren, 1893
- T. chosensis Bryk, 1948
- T. fimbrialis

Geblokte zomervlinder Scopoli, 1763
- T. lacerataria Graeser, 1889
- T. rubrifimbria Inoue, 1990
- T. suavis Swinhoe, 1902